# 曲茎假糙苏
曲茎假糙苏（学名：Paraphlomis foliata）为唇形科假糙苏属下的一个种。

## 扩展阅读
- 維基物種上的相關：曲茎假糙苏